# Open BLS de Limoges 2023
L'Open BLS de Limoges 2023 è un torneo di tennis femminile giocato sul cemento indoor. È la 16ª edizione del torneo, facente parte del WTA 125 2023. Il torneo si gioca al Palazzetto dello sport di Beaublanc di Limoges in Francia dall'11 al 17 dicembre 2023.

## Partecipanti

### Teste di serie
| Nazionalità | Giocatrice             | Ranking* | Testa di serie |
| ----------- | ---------------------- | -------- | -------------- |
| Italia      | Elisabetta Cocciaretto | 48       | 1              |
|             | Anna Blinkova          | 50       | 2              |
| Paesi Bassi | Arantxa Rus            | 51       | 3              |
| Francia     | Clara Burel            | 60       | 4              |
| Spagna      | Cristina Bucșa         | 90       | 5              |
| Francia     | Alizé Cornet           | 116      | 6              |
|             | Ėrika Andreeva         | 122      | 7              |
| Svezia      | Rebecca Peterson       | 132      | 8              |

* Ranking al 4 dicembre 2023.

### Altre partecipanti
Le seguenti giocatrici hanno ricevuto una wild card per il tabellone principale:
- Audrey Albié
- Loïs Boisson
- Elisabetta Cocciaretto
- Amandine Hesse
- Anastasija Sevastova

La seguente giocatrice è entrata in tabellone utilizzando il ranking protetto:
- Patricia Maria Țig

Le seguenti giocatrici sono passate dalle qualificazioni:
- Susan Bandecchi
- Veronika Podrez
- Aravane Rezaï
- Kathinka von Deichmann

Le seguenti giocatrici sono entrate in tabellone come lucky loser:
- Nahia Berecoechea
- Alana Smith

### Ritiri
Prima del torneo
- Bai Zhuoxuan → sostituita da  Elsa Jacquemot
- Clara Burel → sostituita da  Alana Smith
- Jodie Burrage → sostituita da  Noma Noha Akugue
- Océane Dodin → sostituita da  Chloé Paquet
- Tamara Korpatsch → sostituita da  Berfu Cengiz
- Eva Lys → sostituita da  Alice Robbe
- Elizabeth Mandlik → sostituita da  Mona Barthel
- Tereza Martincová → sostituita da  Nigina Abduraimova
- Chloé Paquet → sostituita da  Nahia Berecoechea
- Nuria Párrizas Díaz → sostituita da  Margaux Rouvroy
- Jessika Ponchet → sostituita da  Kristina Mladenovic
- Clara Tauson → sostituita da  Harmony Tan
- Yanina Wickmayer → sostituita da  McCartney Kessler

## Partecipanti al doppio

### Teste di serie
| Nazione    | Giocatrice         | Nazione     | Giocatrice        | Rank1 | Seed |
| ---------- | ------------------ | ----------- | ----------------- | ----- | ---- |
| Kazakistan | Anna Danilina      |             | Aleksandra Panova | 117   | 1    |
| Georgia    | Oksana Kalašnikova | Regno Unito | Maia Lumsden      | 118   | 2    |

* Ranking al 4 dicembre 2023.

### Altre partecipanti
La seguente coppia di giocatrici ha ricevuto una wild card per il tabellone principale:
- Amandine Hesse /  Kristina Mladenovic

## Campionesse

### Singolare
Cristina Bucșa ha sconfitto in finale  Elsa Jacquemot con il punteggio di 2-6, 6-1, 6-2.

### Doppio
Cristina Bucșa /  Jana Sizikova hanno sconfitto in finale  Oksana Kalašnikova /  Maia Lumsden con il punteggio di 6-4, 6-1.